# CH Crucis
Désignations
CH Crucis (en abrégé CH Cru) est une étoile variable de cinquième magnitude de la constellation de la Croix du Sud. Elle porte également la désignation de Gould de 39 G. Crucis, CH Crucis étant sa désignation d'étoile variable. D'après la mesure de sa parallaxe annuelle par le satellite Gaia, l'étoile est distante d'environ ∼ 845 a.l. (∼ 259 pc) de la Terre. Elle s'en éloigne à une vitesse radiale héliocentrique d'environ +12,5 km/s. Elle est membre de l'association Sco OB2.
CH Crucis est une étoile à enveloppe conventionnelle, que l'on comprend comme étant une étoile Be qui est vue par la tranche. Houk (1975) lui attribue un type spectral de B5III, tandis que  Hiltner et al. donnent un type de B6IV, ce qui suggère dans les deux cas qu'il s'agit d'une étoile de type B qui est en train d'évoluer en-dehors de la séquence principale. Le General Catalogue of Variable Stars la classe comme une probable variable de type γ Cassiopeiae, sa magnitude variant entre 4,88 et 5,70 dans la bande bleue.
CH Crucis est 5.3 fois plus massive que le Soleil et son rayon est environ 11 fois plus grand que le rayon solaire. L'étoile est 1 073 fois plus lumineuse que le Soleil et sa température de surface est de 10 600 K. Elle tourne rapidement sur elle-même, avec des vitesses de rotation projetées estimées à 240 ou 250 km/s,. Cela donne à l'étoile une forme aplatie avec un bourrelet équatorial qu'on estime être 18 % plus grand que son rayon polaire.